# Velletri
Velletri er en italiensk by (og kommune) i regionen Lazio i Italien, med omkring 52.528(2023) indbyggere. 